# オイフェミア・フォン・ポンメルン
オイフェミア・フォン・ポンメルン（ドイツ語：Euphemia von Pommern, 1285年 - 1330年7月26日）は、デンマーク王クリストファ2世の王妃。

## 生涯
オイフェミアはポンメルン公ボギスラフ4世とマルガレーテ・フォン・リューゲンとの間の娘である。オイフェミアはクリストファ2世と1300年に結婚した。この結婚は、クリストファ2世がオイフェミアの父方および母方の実家からの支援を受けるために決められた政略的なものであった。王妃オイフェミアに関してはあまり伝わっていない。
オイフェミアは少なくとも6人の子女をもうけた。
- マルガレーテ（1305年 - 1340年） - 1324年にバイエルン公ルートヴィヒ5世と結婚
- エーリク（1307年 - 1331/2年） - デンマーク共治王（1321年 -1331/2年）
- オットー（1310年頃 - 1347年以降） - ロラン公およびエストラント公
- アグネス（1312年没） - 早世
- ヘルヴィ（1315年頃生）
- ヴァルデマー4世（1320年 - 1375年） - デンマーク王（1340年 - 1375年）

オイフェミアはソーレ修道院に埋葬された。